# استفانی فان در خراخت
استفانی فان در خراخت (به هلندی: Stefanie van der Gragt، زاده ۱۶ اوت ۱۹۹۲) بازیکن فوتبال زن هلندی است که هم‌اکنون در بارسلونا و تیم ملی فوتبال زنان هلند بازی می‌کند.
از تیم‌هایی که در آن‌ها بازی کرده‌است می‌توان به بایرن مونیخ اشاره کرد.

## افتخارات

### باشگاهی
آزد آلکمار
- لیگ برتر فوتبال زنان هلند: ۱۰–۲۰۰۹
- جام زنان فوتبال هلند: ۱۱–۲۰۱۰

توئنته
- لیگ برتر فوتبال زنان هلند: ۱۶–۲۰۱۵

### ملی
هلند
- مسابقات فوتبال زنان اروپا (۱): ۲۰۱۷
- جام آلگاروه: ۲۰۱۸[۲]